# Sopio Gvetadzé
Sopio Gvetadzé (en géorgien : სოფიო გვეტაძე) est une joueuse d'échecs géorgienne née le 15 novembre 1983. Maître international (titre mixte) depuis 2007, elle a remporté le championnat du monde des moins de 18 ans en 2001.
Au 1er février 2021, elle est la neuvième joueuse géorgienne avec un classement Elo de 2 317 points.

## Compétitions de jeunes
Khoukhachvili a remporté le championnat du monde des filles de moins de 18 ans en 2001.

## Compétitions par équipe
Elle a représenté la Géorgie au championnat du monde d'échecs par équipes de 2007, marquant 2,5 points en six parties. L'équipe de Géorgie finit quatrième de la compétition. 
Elle participa à l'Olympiade d'échecs de 2018 à Batoumi au troisième échiquier l'équipe 2 féminine de Géorgie qui finit huitième de la compétition (Gvetadzé marqua 6 points en dix parties).
Elle a également remporté la coupe d'Europe des clubs d'échecs en 2004 ainsi qu'une médaille d'or individuelle au quatrième échiquier à la coupe d'Europe des clubs de 2003.

## Championnats du monde féminins
Sopio Gvetadzé finit troisième ex æquo (dixième au départage) du championnat d'Europe d'échecs individuel de 2006. Ce résultat la qualifiait pour le championnat du monde féminin en 2017. Elle perdit au premier tour du championnat du monde face à la Géorgienne Nino Batsiachvili.